# Vuelo nocturno (película)
Vuelo nocturno (Red eye) es una película estadounidense de 2005 dirigida por Wes Craven y protagonizada por Rachel McAdams, Cillian Murphy, Jayma Mays y Brian Cox.

## Trama
Lisa Reisert (Rachel McAdams) es una ocupada gerente del hotel Lux Atlantic que viaja desde Dallas, Texas a Miami, Florida, tras la muerte de su abuela Henrieta. En el aeropuerto, todo parece ir bien hasta que retrasan su vuelo nocturno y tiene que facturar y pasar el tiempo hasta que embarque en ese avión.
Un pasajero pierde los nervios con una sobrecargo de tierra e intenta defenderla junto con un desconocido. Ese desconocido es un amable chico llamado Jackson Rippner (Cillian Murphy). Tras el percance con una mujer que le tira un café con mocca encima, Lisa se cambia de blusa en el baño de damas. Tras esto, se reúne de nuevo con Jackson, con quien empieza una amigable charla que termina cuando anuncian el embarque para el vuelo.
Una vez en el avión, Lisa y Jackson se vuelven a encontrar, dándose la coincidencia de que van a sentarse juntos. Sorprendidos, comienzan a hablar otra vez hasta que despegan, y es entonces cuando Lisa muestra su miedo a volar dado por la turbulencia en el despegue. Jackson empieza a hablar con ella haciéndole creer que solo quería distraerla para que no tuviese miedo ante las turbulencias. Pero, de repente, el amable Jackson se vuelve muy persuasivo y empieza a hablarle de su trabajo. Jackson comienza a mencionar al padre de Lisa, Joe Risert (Brian Cox), quien está en su casa de Miami haciendo remodelaciones.
Jackson amenaza a Lisa con matar a su padre si ella no accede a sus peticiones, que se basan en que un poderoso político, Richard Keefe (Jack Scalia), sea cambiado de habitación en el hotel que Lisa trabaja para así, poder asesinarlo.
Lisa intenta una y otra vez poder hablar con alguien para avisar de la extorsión a la que está siendo sometida, pero en vez de poder decírselo a alguien se encuentra con Jackson repetidas veces haciendo que este reaccione violentamente; por ejemplo, pegándole un cabezazo que la deja sin sentido durante 30 minutos o casi asfixiándola en el lavabo cuando acababa de escribir un mensaje con jabón de manos en el espejo.
Tras varios intentos de sobrellevar la situación al final, Lisa accede a cambiar al político de habitación.
Jackson se niega a llamar al sicario que tiene en la puerta de la casa del padre de Lisa, incumpliendo así el trato que habían hecho. Cuando están a punto de aterrizar, Lisa se esconde un bolígrafo y se lo clava en la tráquea a Jackson. Escapa luego a toda velocidad por los pasillos del aeropuerto de Miami, y Jackson va detrás de ella. Con el teléfono móvil de Jackson, Lisa llama al hotel y le dice a su secretaria, Cynthia (Jayma Mays), que saque al político y a su familia de la habitación puesto que van a atentar contra él. Cynthia saca a todos de esa habitación y se ponen a salvo, a pesar de las explosiones.
Cuando Lisa llega a casa de su padre, atropella al sicario con un automóvil y se encuentra con su padre; es entonces cuando vuelve a aparecer Jackson, quien la ha seguido hasta casa para terminar su trabajo y matarla a ella también.
Lisa se defiende ocultándose por la casa hasta que se encuentra con Jackson, ambos se enzarzan en una pelea y al final, Lisa le da un palazo a Jackson, éste la golpea reduciéndola, oye las sirenas de la policía, con lo que decide irse, pero Lisa le dispara, aparece el padre de Lisa y lo mata de otro disparo. Ambos quedan a salvo.
En la última escena, Lisa va al hotel, saluda a Cynthia dándole las gracias por el buen trabajo hecho. Aparece también Keefe agradeciéndoles a ambas por salvar su vida, y termina cuando Lisa le da todo el apoyo a Cynthia cuando aparecen dos huéspedes alegando estar molestos por el alboroto causado por el misil, entre otras cosas que involucró aquel atentado contra el político.

## Reparto
- Rachel McAdams como Lisa Reisert.
- Cillian Murphy como Jackson Rippner.
- Brian Cox como Joe Reisert.
- Jayma Mays como Cynthia.
- Laura Johnson como mujer rubia.
- Max Kasch como chico con audífonos.
- Angela Paton como señora anciana.
- Suzie Plakson como azafata mayor.
- Jack Scalia como Secretario de Seguridad Nacional Charles Keefe.
- Robert Pine como Bob Taylor.
- Teresa Press-Marx como Marianne Taylor.
- Monica McSwain como azafata aprendiz.
- Loren Lester como un doctor.
- Kyle Gallner como el hermano del chico con audífonos.
- Brittany Oaks como Rebecca.
- Beth Toussaint como Lydia Keefe.
- Colby Donaldson como el guardaespaldas de Keefe.
- Dane Farwell como un sicario.